# Kanton Dijon-4
Kanton Dijon-4 (francouzsky Canton de Dijon-4) je francouzský kanton v departementu Côte-d'Or v regionu Burgundsko. Tvoří ho dvě obce.

## Obce kantonu
- Chenôve
- Dijon (část)